# Chris Seitz
Chris Seitz (* 12. März 1987 in San Luis Obispo, Kalifornien) ist ein ehemaliger US-amerikanischer Fußballspieler.

## Jugend und College
Seitz besuchte die San Luis Obispo High School und wurde 2004 zum besten High School Soccer des Jahres in Kalifornien ernannt. Nach der Highschool ging er an die University of Maryland. In seinem ersten Jahr am College gewann er mit der Mannschaft die NCAA National Championship. Seine Gegentrefferquote lag bei 0,89 Gegentore pro Spiel. In seiner zweiten konnte er seine Gegentrefferquote auf 0,77 verbessern.

## Vereinskarriere
Er wurde während des MLS SuperDrafts 2007 als erster Torhüter an vierter Stelle der ersten Runde von Real Salt Lake ausgewählt. In seiner ersten Profisaison kam er zu drei Ligaeinsätzen, war aber die meiste Zeit hinter Nick Rimando nur Ersatztorhüter. 2009 wurde er erst an die Cleveland City Stars ausgeliehen, wo er ein Spiel bestritt. Anschließend wurde er für zwei Spiele an die Portland Timbers ausgeliehen.
Zur Saison 2010 wechselte er zum Expansion Team Philadelphia Union. Dort wurde er Stammtorhüter der Mannschaft. Im Laufe der Saison passierten ihm immer wieder Fehler, so dass er durch den bisherigen Ersatztorwart Brad Knighton ersetzt wurde. Am Ende der Saison 2010 wurde er von Philadelphia freigesetzt und konnte so von anderen MLS-Teams gedraftet werden.
Seitz wurde von den Seattle Sounders in der zweiten Phase Re-Entry Draft ausgewählt. Kurz darauf wurde er von Seattle zum FC Dallas gewechselt. Die Sounders erhielten dafür einen Vorzug beim MLS SuperDraft 2012.

## Nationalmannschaft
Seitz nahm 2007 mit der U-20-Nationalmannschaft an der Junioren-WM in Kanada teil. Er erreichte mit der Landesauswahl das Viertelfinale, in dem man Österreich mit 1:2 nach Verlängerung unterlag, und kam in vier von fünf Partien zum Einsatz. Im März 2008 qualifizierte sich der Torhüter mit der Olympiaauswahl für das olympische Turnier in China und wurde von Piotr Nowak auch in das Aufgebot für die Endrunde berufen.